# Myzomèle calédonien
Myzomela caledonica
Espèce
Le Myzomèle calédonien (Myzomela caledonica) est une espèce d'oiseaux de la famille des Meliphagidae et qui est endémique de Nouvelle-Calédonie.

## Systématique
L'espèce Myzomela caledonica a été décrite en 1879 par l'ornithologue et botaniste écossais Henry Ogg Forbes (1851-1932).